# Гастев, Алексей Капитонович
Алексей Капитонович Га́стев (26 сентября [8 октября] 1882, Суздаль, Владимирская губерния, Российская империя — 15 апреля 1939, Коммунарка, Московская область, РСФСР, СССР) — русский революционер, профсоюзный деятель, поэт и писатель. Теоретик научной организации труда и руководитель Центрального института труда. Член ВКП(б) с 1931 года. Один из идеологов Пролеткульта. Литературные псевдонимы — А. Зорин, И. Дозоров, А. З., А. Зарембо, А. Набегов.

## Биография
Родился в семье учителя и швеи. Отец умер, когда Алексею было два года. По окончании городского училища и технических курсов поступил в Московский учительский институт, но был оттуда исключён в 1902 году за политическую деятельность — «за устройство демонстрации в память 40-летия со дня смерти Добролюбова».
В 1901 году вступил в РСДРП и стал профессиональным революционером. В 1902 году за революционную пропаганду арестован и сослан в 1903 году сначала в Суздаль, откуда посылал свои первые корреспонденции во «Владимирскую газету», а затем в Усть-Сысольск Вологодской губернии, откуда 10 июня 1904 года бежал во Францию. Там работал слесарем и учился в Высшей школе социальных наук. В Женеве (1904) отдельной книжкой вышел рассказ Гастева «Проклятый вопрос» о любви рабочего-революционера.
В 1905 году вернулся в Россию. Во время Первой русской революции был избран председателем Костромского совета рабочих депутатов и руководителем боевой дружины. Год спустя избран делегатом на IV съезд РСДРП, но в 1908 году покинул ряды большевиков.
В 1910 году вновь уехал в Париж, где опять устроился слесарем, после чего был секретарём Объединённого рабочего клуба и принимал участие в синдикалистском и кооперативном движениях.

Дело о ссылке Алексея Гастева в Нарымский край и его побеге (1914)
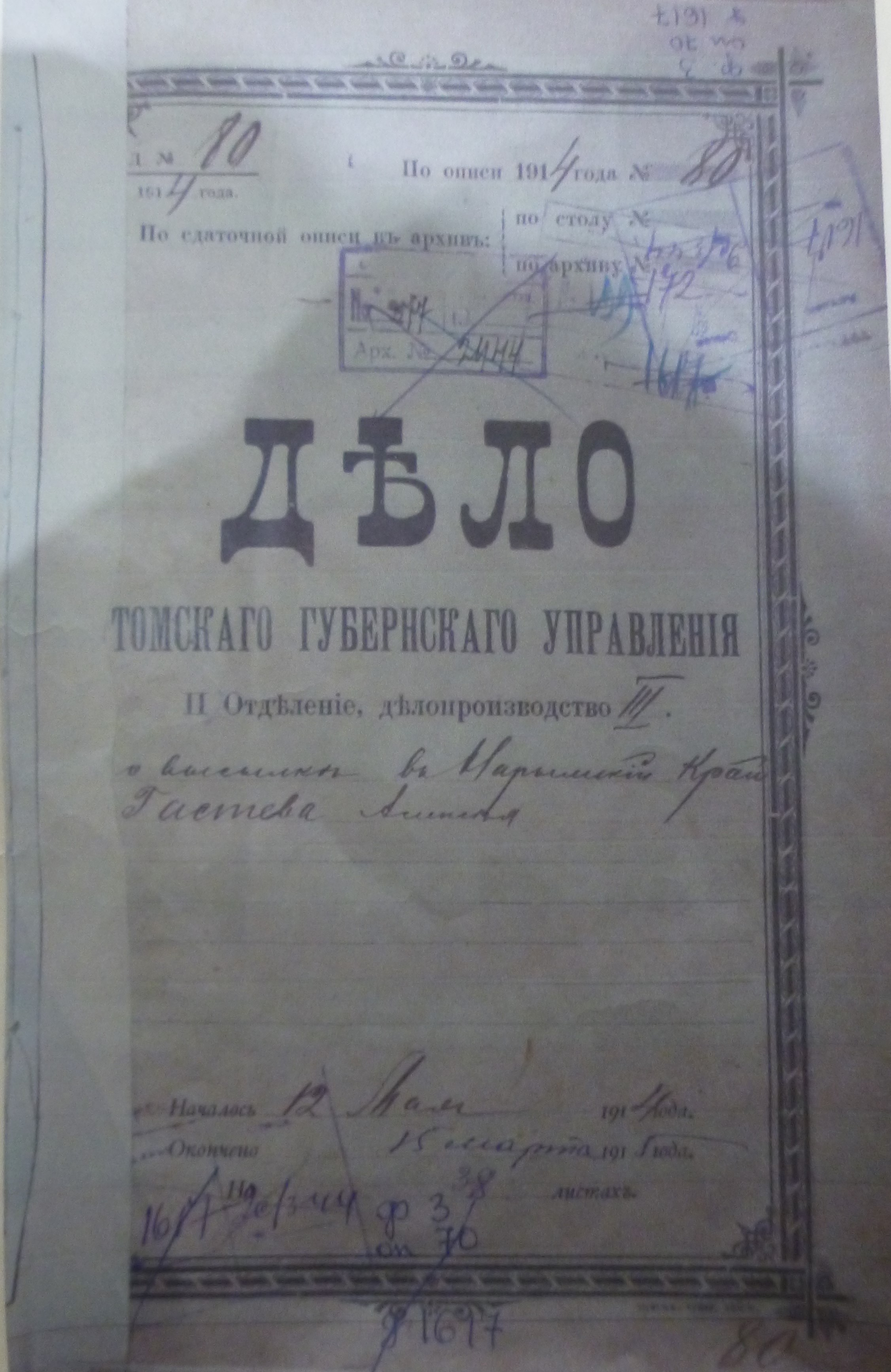
Обложка дела о ссылке Гастева в Нарымский край
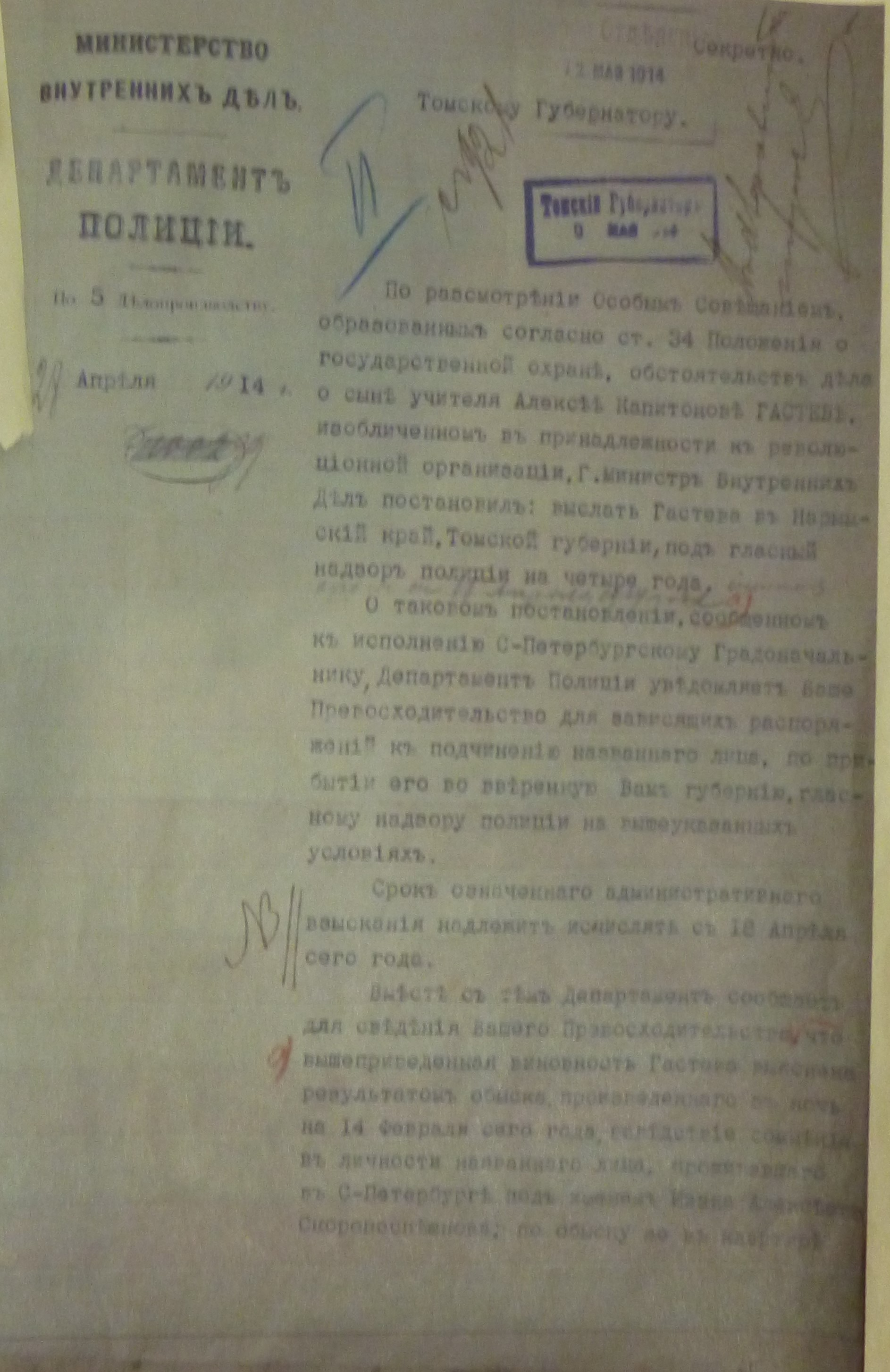
Решение от 28 апреля 1914 года о ссылке Гастева в Нарымский край (1 страница)
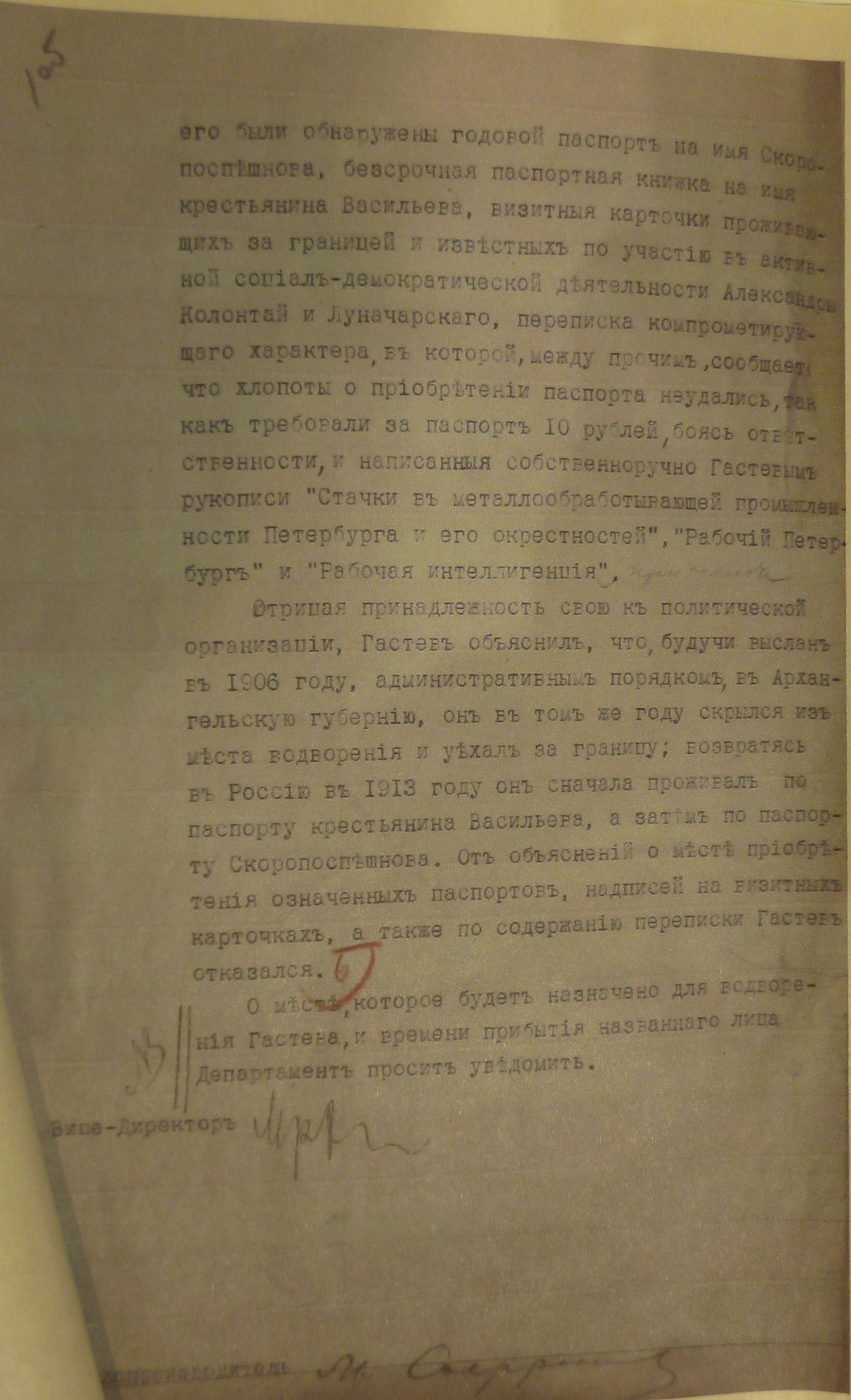
Решение от 28 апреля 1914 года о ссылке Гастева в Нарымский край (2 страница)
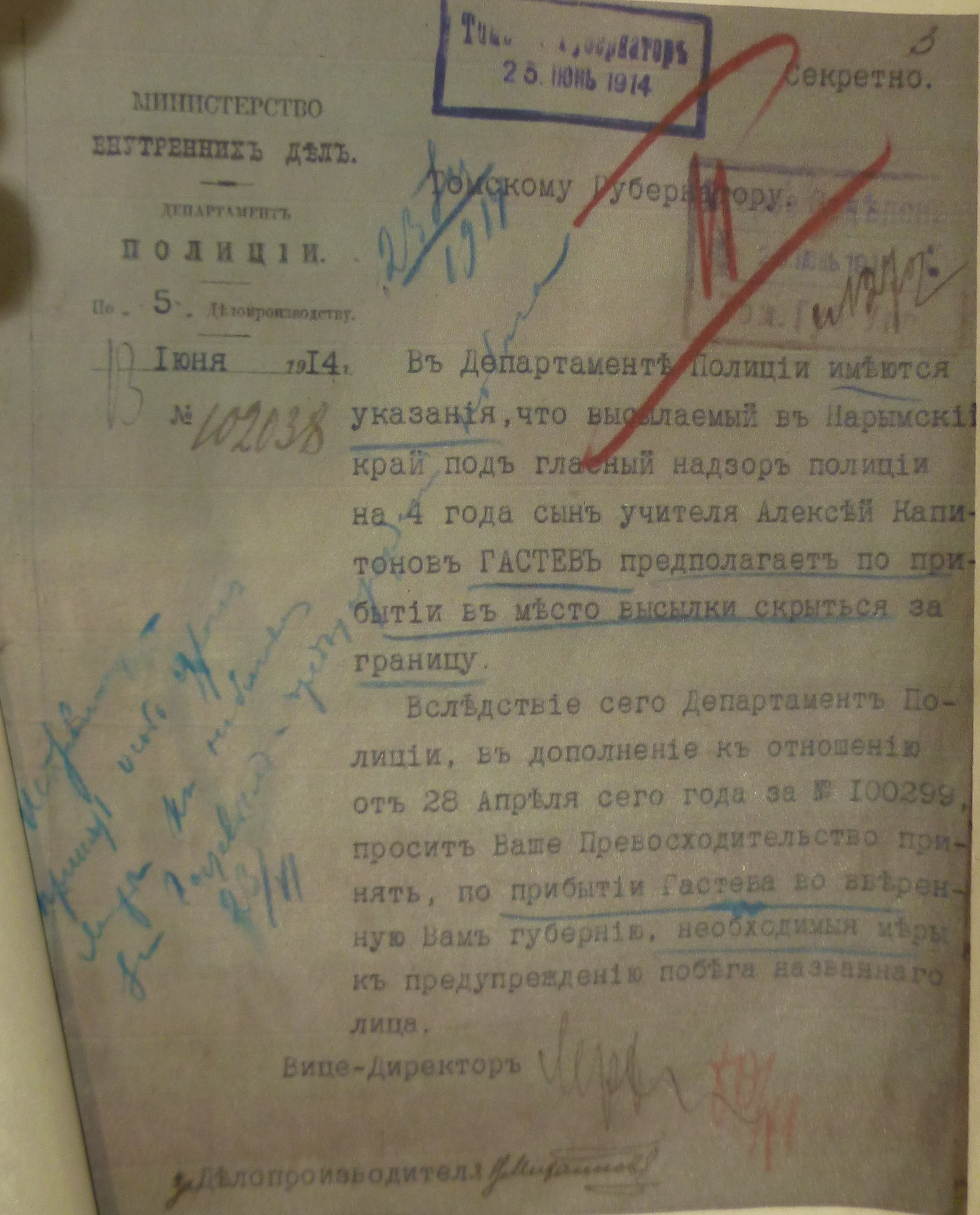
Извещение Томскому губернатору от Департамента полиции о подготовке Гастевым побега, 13 июня 1914 года
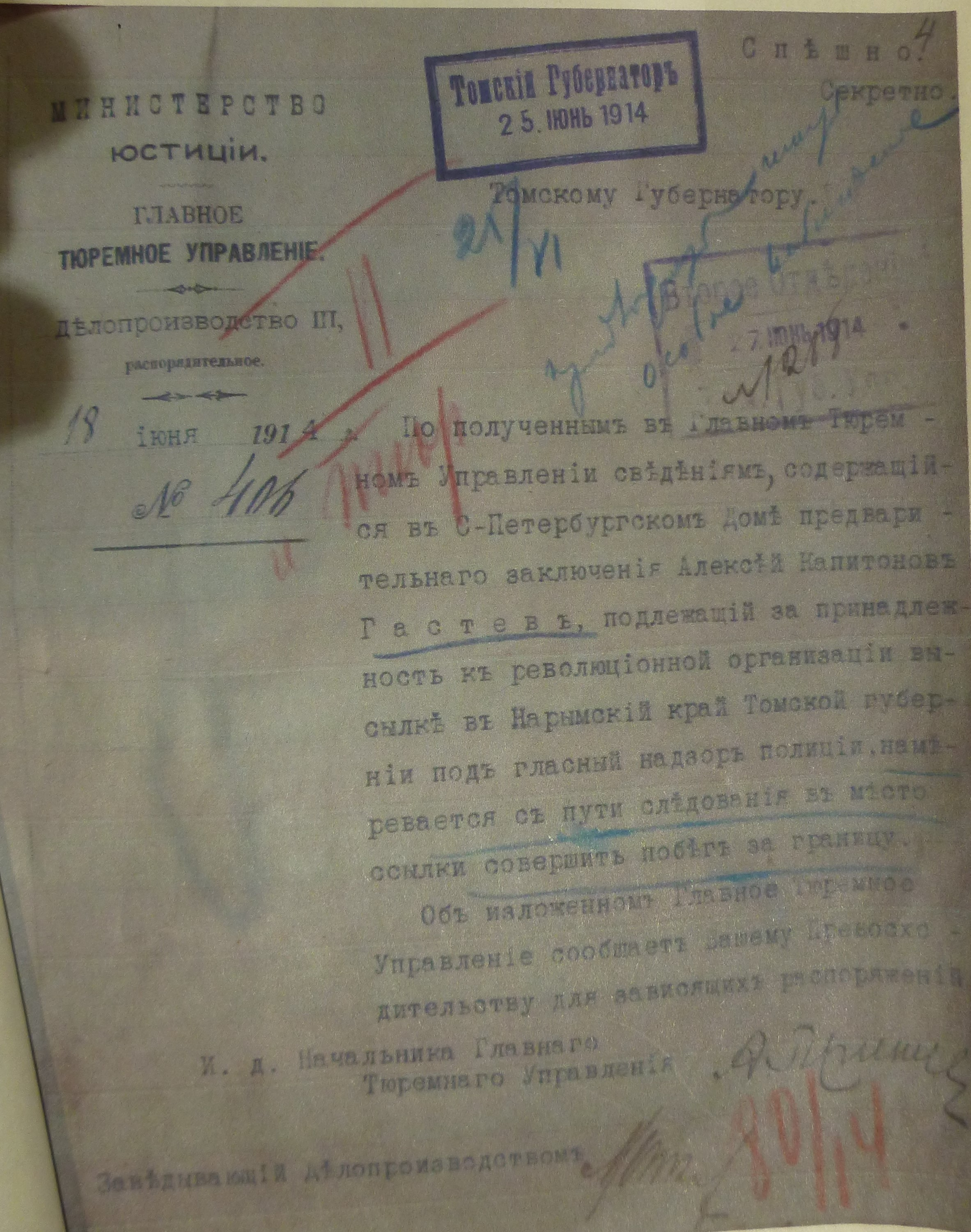
Извещение о побеге Гастева, 18 июня 1914 года
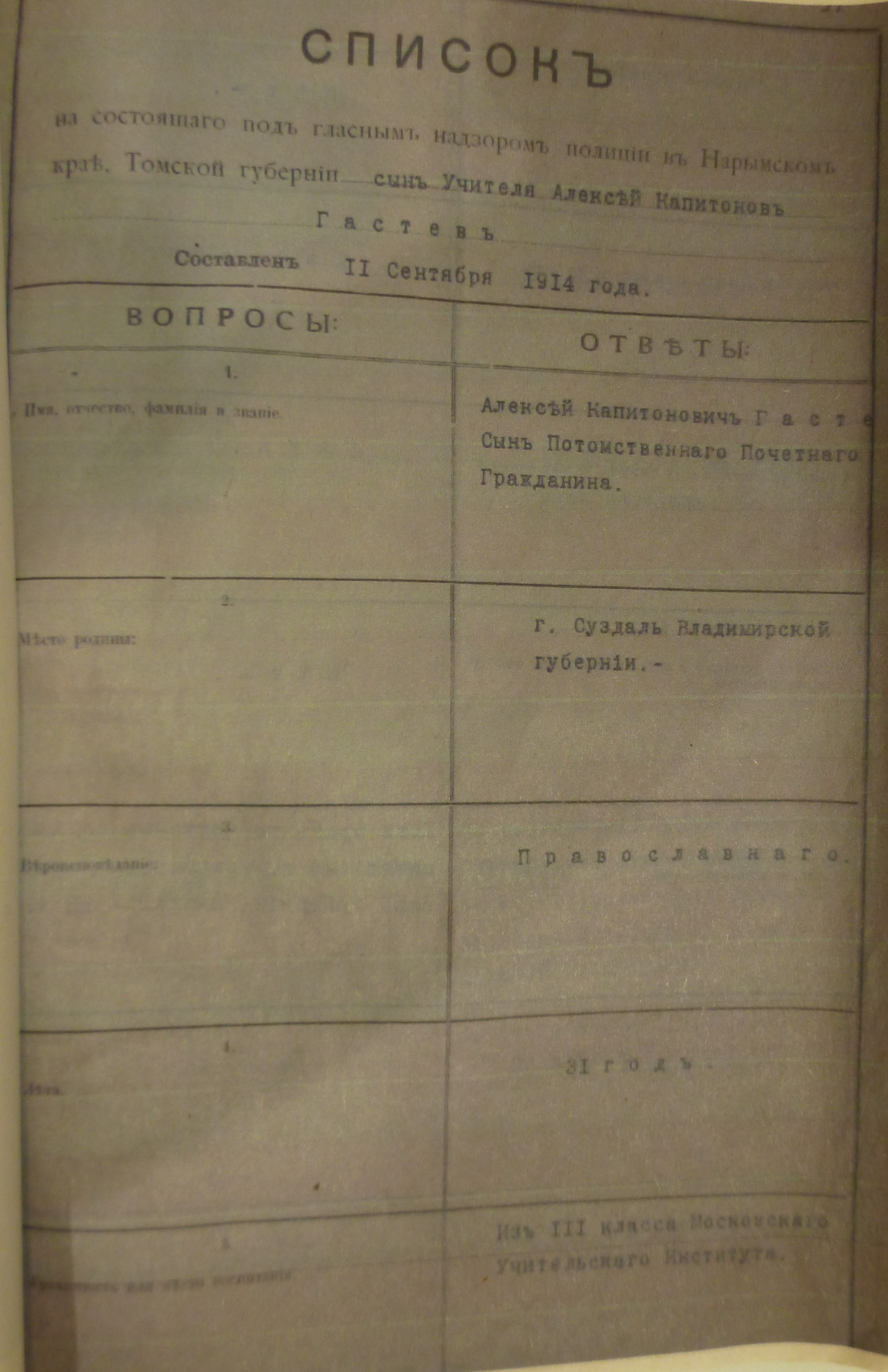
Первая страница списка на состоящего под гласным надзором Гастева, 11 сентября 1914 года
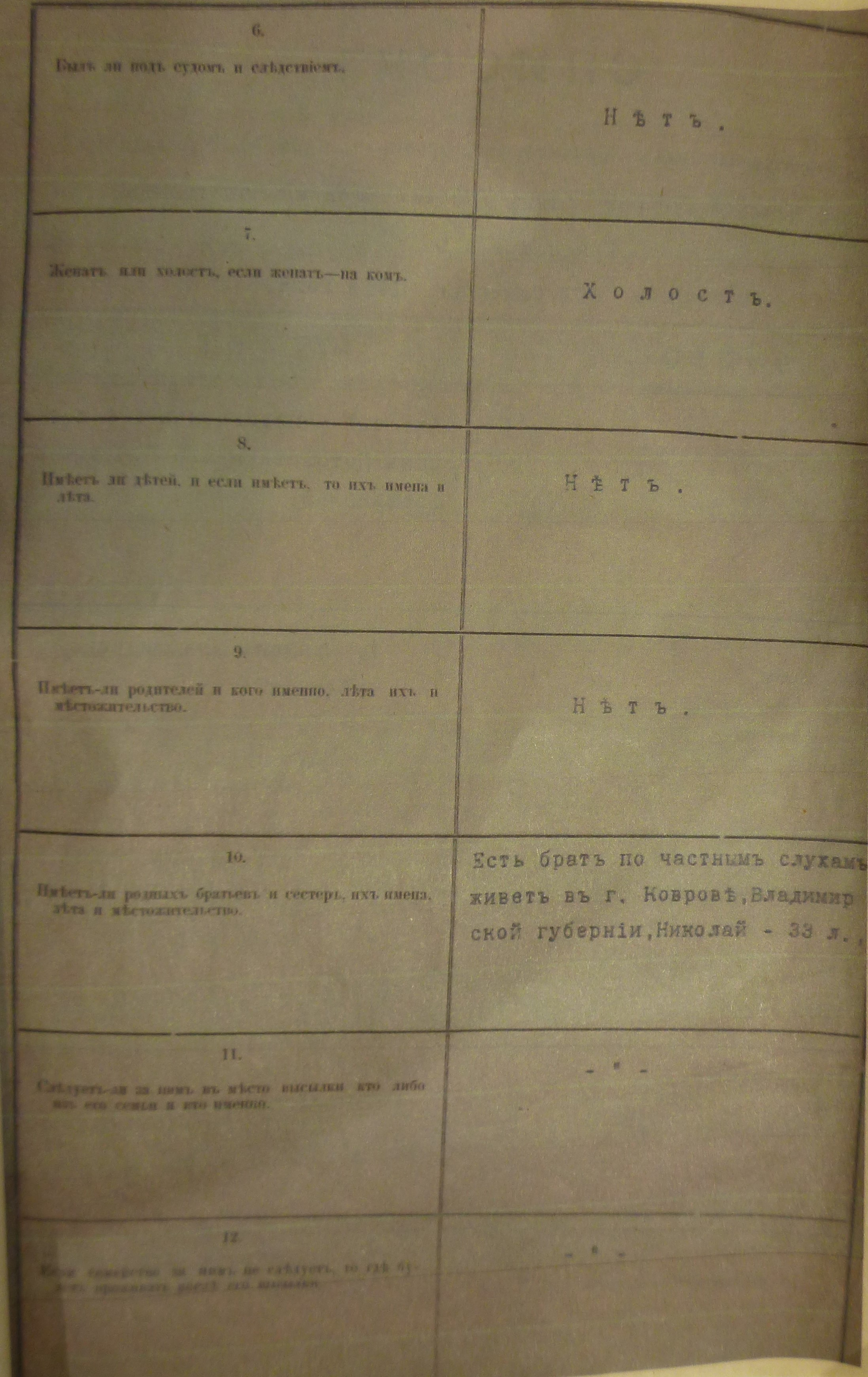
Вторая страница списка на состоящего под гласным надзором Гастева, 11 сентября 1914 года

В 1913 году вернулся в Санкт-Петербург под именем Ивана Алексеева Скоропоспешнова, работал на заводе, состоял в переписке с Александрой Коллонтай и Анатолием Луначарским. В 1914 году выдан провокатором и сослан в Нарымский край за принадлежность к "революционной организации" - конкретно к анархо-синдикализму, ориентированному на  образованных рабочих, способных сознательно организовать свою жизнь и взять управление предприятиями в свои руки, при помощи кооперативного движения изжив рабочую аристократию. 
По прибытии в ссылку предпринял побег, был задержан и водворён в тюрьму  на 3 месяца, где написал фантастическую повесть «Экспресс. Сибирская фантазия», опубликованную 26 февраля 1916 года в № 1 альманаха «Сибирские записки».
После освобождения из тюрьмы Гастев подавал прошения о лечении зубов, для чего ему надо было выехать в Томск, которые власти отклоняли, памятуя склонность отбывающего наказание к побегам. Однако в ночь на 2 июня 1916 года ему всё же удалось бежать и скрыться в Новониколаевске. 
После Февральской революции вышел из подполья и уехал в Петроград.
В 1917—1918 годах был секретарём ЦК Всероссийского союза рабочих-металлистов. Работал в управлении заводов Москвы, Харькова, Николаева, активно занимался профсоюзной и культурно-организаторской работой (во Всеукраинском совете искусств).
В 1919 году входил в редколлегию Луганской газеты «Донецко-Криворожский коммунист».
В том же году снова прибывает в Ново-Николаевск, чтобы возглавить Уголовный розыск.
По возвращении в центр принимает участие в создании Агитпропа.
В 1921 году стал создателем и руководителем Центрального института труда (ЦИТ), который стал в авангарде советской промышленной революции и внедрения НОТ.
Как директор ЦИТа был бессменным заместителем Председателя Совета по научной организации труда (СОВНОТ) при НК РКИ (Председателем СОВНОТа в эти годы был В. В. Куйбышев), в 1926 году — председатель СОВНОТа.
В 1926 году в связи с пятилетием ЦИТа был награждён орденом Трудового Красного Знамени «за исключительную энергию и преданность делу».

Трудовой список Алексея Гастева (1927)
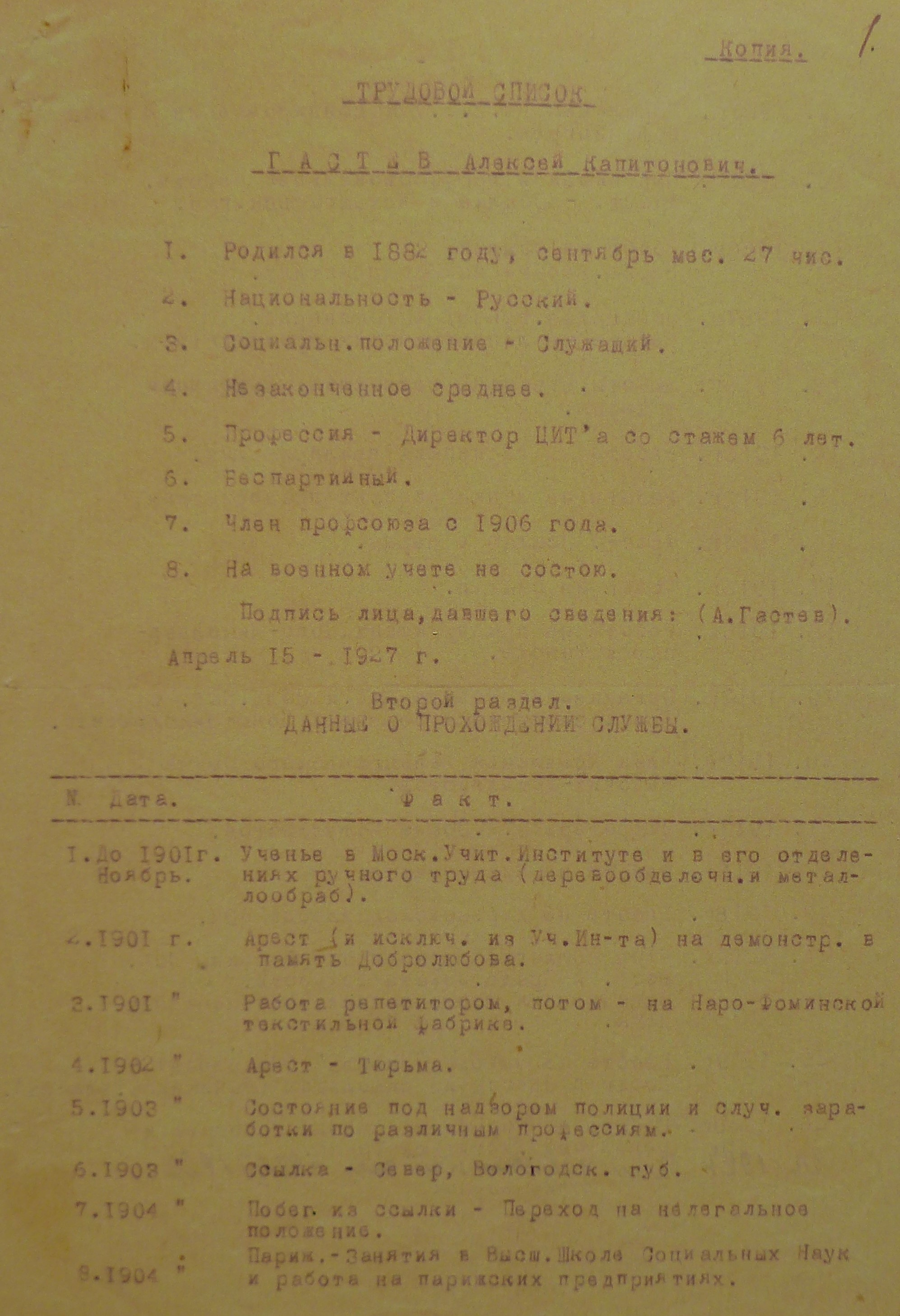
Трудовой список Гастева (1 страница)
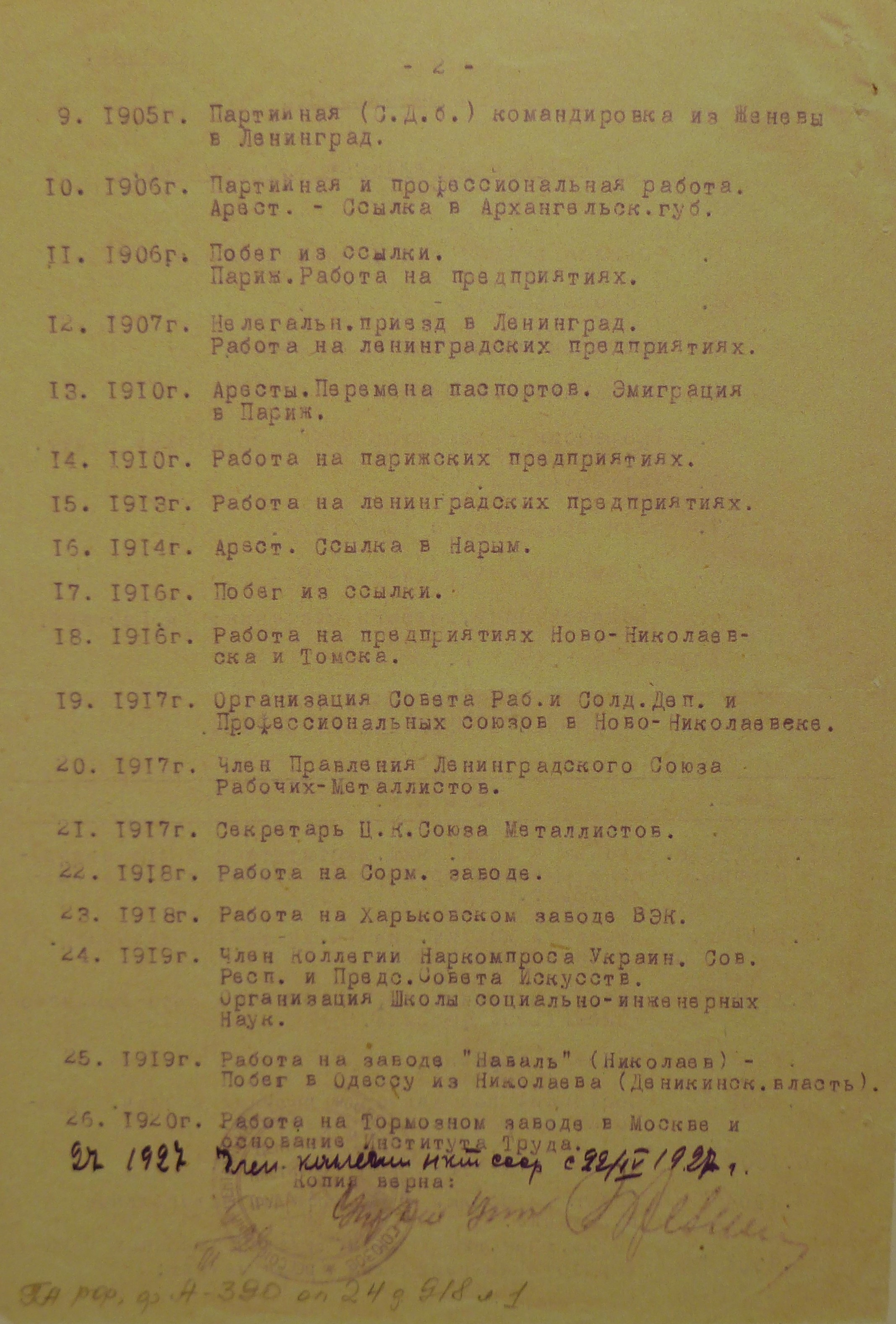
Трудовой список Гастева (2 страница)

В 1931 году был принят в члены ВКП(б) непосредственно Центральным Комитетом, без прохождения кандидатского стажа.
С 1932 по 1936 год был председателем Всесоюзного комитета по стандартизации при Совете Труда и Обороны, а также главным редактором журнала «Вестник стандартизации» (ныне — «Стандарты и качество»).
В 1935 году возглавлял советскую делегацию на Международном конгрессе по Стандартизации в Стокгольме.
На 1937 г. проживал в Москве в «Доме писательского кооператива» (ул. Петровка, 24, кв. 3.). 
8 сентября 1938 года арестован НКВД и 15 апреля 1939 года — расстрелян.

### Семья
- Первая жена (с 1906 по 1917 гг.)[16] — Анна Ивановна Васильева.
- Вторая жена (с 1917 года) — Софья Абрамовна Гринблат (1899—1979), уроженка Варшавы; работала в редакции газеты «Правда». После расстрела мужа была осуждена на 5 лет как член семьи изменника Родины, отбывала срок в Потьминских лагерях.

Дети от второго брака:
- Пётр Гастев (1921—1943) — в 1943 году погиб под Курском в Великой Отечественной войне;
- Алексей Гастев (1923—1991) — советский кинодраматург, писатель, искусствовед;
- Юрий Гастев (1928—1993) — политзаключённый сталинских времён, философ, математик, правозащитник.

## Идеи в областиНОТ

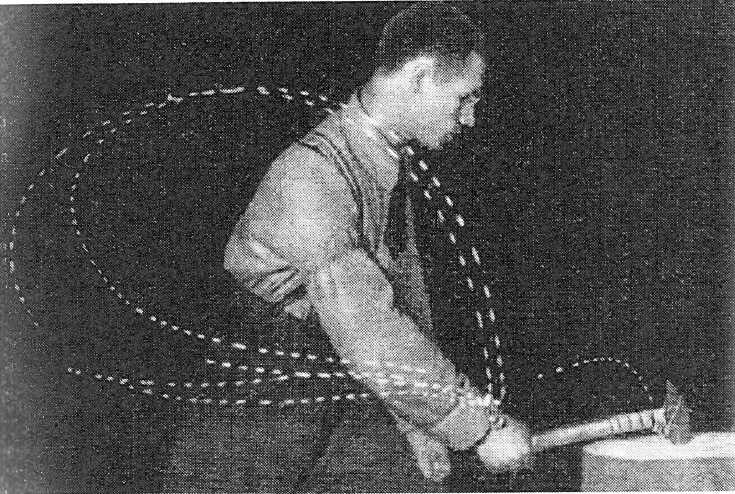
Циклограмма рубки зубилом. А. К. Гастев в педагогической лаборатории ЦИТ

### Идея социальной инженерии
В 1921 году в программной статье «Наши задачи» один из родоначальников советской системы НОТ А.К.Гастев предложил программу «социальной инженерии», основанную на следующих методологических принципах управления и организации труда в социалистическом хозяйстве:
1. решающий фактор развития организации труда — техника и логика движения технологии, в которую включается новый тип работника;
2. современное поточно-массовое производство требует превращения каждого станка в исследовательскую лабораторию, где разворачивается "поиск всего нового, рационального, экономного";
3. становление культуры труда определяется «методологией машинной работы с её аналитизмом, учетом массовых величин, нормировкой».

А. Гастев рассматривал «социальную инженерию» как научно-прикладной метод, решающий комплексную проблему в системе «машина-человек», требующей научного эксперимента и технической рационализации. «В социальной области должна наступить эпоха... точных измерений, формул, чертежей, контрольных калибров, социальных нормалей... мы должны поставить проблему полной математизации психофизиологии и экономики, чтобы можно было оперировать определенными коэффициентами возбуждения, настроения, усталости, с одной стороны, прямыми и кривыми экономических стимулов, с другой», - указывал он, предлагая заменить таким образом старую теоретическую социологию. 
Социальная инженерия структурно состоит из двух разделов: научной организации производственного процесса на основе  физиологии и психологии и научную организацию управления  на базе социальной психологии. Первый раздел занимается рациональным соединением человека с орудиями труда, второй - соединением и взаимодействием человека с человеком в трудовом процессе и организации совместной трудовой деятельности. 
Выступив таким образом с программой переустройства социальных наук, аналогичной программе О.Конта, Гастев пошёл дальше и в сущности реализовал «контовский переворот» в науке о труде и управлении. На практике он создал мощный прикладной Центральный институт труда, подготовивший более 500 тыс. квалифицированных рабочих, разработал множество методик обучения, внедрил новую систему управления на десятках предприятий. Гастев также создал прикладную социологию труда: сбор первичной информации на предприятиях, проведение социальной диагностики трудового коллектива, социальной инженерии при практическом внедрении организационных проектов, к чему пришли еще до революции 1917 г. 
На Западе термин «социальная инженерия», автором которого считают Р.Паунда, появился позже — в 1922 г.

### Практические работы
Гастев считал, что нововведение должно быть результатом внутренней эволюции самого производства. В ответ на потребности производства возникла новая дисциплина - социотехника, ориентированная на внедрение инновационных мероприятий и эффективных практических рекомендаций.
В отличие от Фредерика Тейлора, особо выделявшего систему и организации, и Генри Форда, сосредоточившегося на совершенствовании техники производства (c которым А. К. Гастев находился в регулярной переписке), Гастев акцентировал особое внимание на человеческом факторе, что он открыто и озвучивал в своей книге «Как надо работать», указав, в первую очередь, на отсутствие культуры труда у большинства советских граждан и необходимость её привития. Он считал, что главную роль в работе предприятия играет человек; эффективность организации начинается с личной эффективности каждого человека на рабочем месте — в частности, с эффективного использования времени".

Почему немец работает лучше русского? «Отгадка», вытекающая из десятков откликов читателей и коллективных обсуждений, материалы которых печатались в «Правде» и в цитовском журнале «Организация труда», сводилась к тому, что «немец», не знающий слова «НОТ», обладает тем, что автоматически обеспечивает ему рассчитанную организацию работы, — трудовой культурой. А нашему рабочему её надо ещё прививать. Именно прививать, а не проповедовать! Ибо культура в цитовском понимании — это не «начитанность», а сноровка, и воспитывается она не агитацией, а тренажем.
Внедрением методики трудовых установок в практическую деятельность занимался Центральный институт труда (ЦИТ), созданный осенью 1920 года при ВЦСПС, в задачи которого входила научная разработка вопросов производительности труда и выработка способов наиболее продуктивного труда рабочих.
Важнейшее место в осуществлении методики трудовых движений отводилось инструктажу. С этой целью в ЦИТ были созданы курсы инструкторов, на которых готовились инструкторы по слесарно-кузнечному, станочному, монтажному и др. делам. Подготовленные инструкторы посылались на предприятия с задачей наблюдать за выполнением трудовых установок, инициировать разработку новых, более совершенных установок и прививать навыки постоянного улучшения действующих установок всем рабочим. В качестве объекта для изучения трудовых установок была выбрана элементарная операция — рубка зубилом и опиловка. Изучение этой операции длилось в ЦИТ три года, развернулось в 64 самостоятельные научные проблемы, но так и не было завершено. Недостатком концепции трудовых установок Гастева является слабая проработка самой методики трудовых установок, выбор слишком узкой основы исследования, ориентация на индивидуальность рабочего.
Гастев считал необходимым распространить трудовые установки не только на производственный процесс, но и на быт и общую культуру людей, называя их в этом случае уже не трудовыми, а культурными установками. Гастев стал соавтором идеи Пролеткульта.
В 1930-е годы в Японии был создан специальный институт по изучению опыта советской индустриализации. Этот институт выписывал все журналы, которые выходили в СССР на русском языке, посвящённые вопросам научной организации труда, психологии труда и управления. Все эти статьи тщательно изучались и огромное количество идей, подходов и технологий, разработанных в рамках Центрального института труда были заимствованы и творчески переработаны японскими исследователями. Идеи А. К. Гастева и О. А. Ерманского легли в основу бережливого производства.

## Литературное творчество
В 1904 под ярославской газете «Северный край» был напечатан первый рассказ Гастева (под псевдонимом Дозоров) «За спиной» — рассказ о жизни ссыльных. В 1905 году в Женеве отдельной книжкой выходит его рассказ «Проклятый вопрос» (под псевдонимом А. Одинокий), в котором герой, рабочий-революционер, мучительно размышляет о любви, «живет между страстью и сознанием».  
А. К. Гастев писал стихи в 1913—1919 годах, основная форма — стихотворения в прозе, версэ. 26 февраля 1916 года, находясь в ссылке публикует в журнале «Сибирские записки» утопию «Экспресс. Сибирская фантазия», повествующую о путешествии в поезде по Северо-Сибирской магистрали к Берингову проливу, где из окна поезда видится преображенная Сибирь и Дальний Восток. Описывается города будущего: Якутск, дома в котором сделаны из прессованной бумаги; Охотск — огромный аквариум, где культивируется рыба Тихого океана; Камчатка — жар вулканов служит людям; «Сталь-город» (Новосибирск) — главный форт сибирской индустрии — новый город с тысячью заводских труб, выпускающих вместо дыма только несгораемые газы. 
Первые публикации стихов в 1917 году — газета «Голос Сибири» — вошедшие далее в «Поэзию рабочего удара» — «Входъ», «Башня». 
Поэтические произведения ближе к гимнической прозе, чем к стихам без рифмы и метрики. Часто в них отсутствует даже организующая ритмическая основа. Это — поэзия о рабочих массах или поэзия, символизирующая рабочие массы; реалистические детали смешиваются в ней со смелыми метафорами и мотивами, граничащими с фантастикой. (Вольфганг Казак)

В 1918 году Пролеткультом издан сборник стихов Гастева «Поэзия рабочего удара», выдержавший до 1926 года шесть переизданий. С 1920 года писал только статьи.

## Память

### Увековечивание
- В честь А. К. Гастева названа одна из улиц Суздаля .
- В честь А. К. Гастева назван и с 2011 года в России ежегодно проводится кубок лидеров по бережливому производству.

### В литературе
- Алексей Гастев упоминается в стихотворении Владимира Маяковского «Нагрузка по макушку» («Расписал себя на год, хоть вводи в работу НОТ! Где вы, Гастев с Керженцевым?»)[20].
- А. К. Гастеву посвящено стихотворение Николая Асеева — «Гастев» («Ты чего ж перед лицом врага стих? Разве мы безмолвием больны? Я хочу тебя услышать, Гастев, больше, чем кого из остальных!»).

### На иностранных языках
- Johansson, Kurt. Aleksej Gastev, Proletarian Bard of the Machine Age. Stockholm, 1983.
- Bailes, K.E. Alexei Gastev and the Soviet Controversy over Taylorism, 1918—1924 // Soviet Studies. Glasgow, UK. 1977.
- Maier, C.S. Between Taylorism and Technology: European Ideologies and the Vision of Industrial Productivity in the 1920’s // Journal of Contemporary History. London. 1970. Vol. 5. No. 2. P. 27-61.
- Sorenson J.B. The Life and Death of Soviet Trade Unionism, 1917—1928. New York, 1969.
- Williams, R.C. Collective Immortality: The Syndicalist Origins of Proletarian Culture, 1905—1910 // Slavic Review. Champaign, IL, USA. 1980. Vol. 5. No. 3. P. 389—402.